# Anell de prometatge

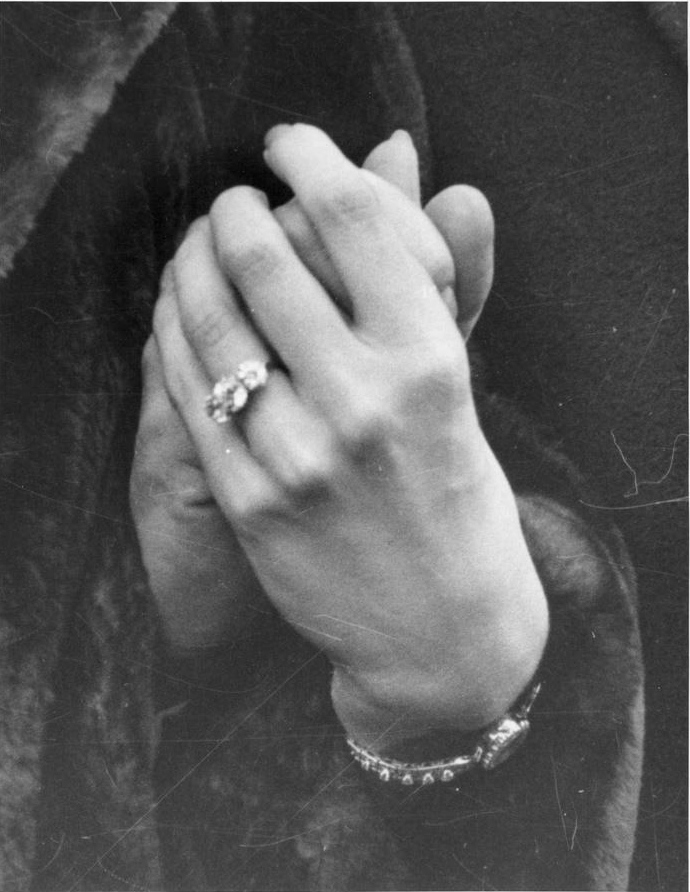
Fotografia de 1964 de l'anell de prometatge de la princesa Margarida de Suècia.

Un anell de prometatge és un anell que, d'acord a la tradició occidental, es porta com a símbol del compromís a casar-se amb algú.

## Història
El costum de dur anell de prometatge es remunta l'antic Egipte. La tradició, que variava segons la regió, està també documentada al segle ii a l'Antiga Roma, on la tradició era que el futur nuvi entregués un anell d'or al pare de la seva promesa i un anell en forma de clau a la seva promesa, que servia per obrir els cadenats familiars. D'altra banda, al segle xviii els jueus integraren la tradició a les cerimònies nupcials. En el marc del cristianisme, malgrat hi ha documentat l'ús d'anells de prometatge des del segle iii, aquesta tradició no fou acceptada pel clergat fins al segle xiii. El primer registre de l'ús de diamants en els anells de prometatge és de l'any 1477, quan Maximilià I del Sacre Imperi Romanogermànic l'encarregà per a la seva promesa.
Ja en l'època contemporània, en 1947 la campanya publicitària de N. W. Ayer & Son de la mà de France Gerety popularitzà l'eslògan en anglès «A diamond is forever» (en català: «Un diamant és per sempre»). Aquesta idea, potenciada pel grup De Beers, que posseïa el monopoli de la comercialització de diamants, desembocà en el fet que avui en dia el 78% dels anells de prometatge portin un o més diamants.

## Ús
La tradició marca que, en les parelles heteronormatives, és l'home qui regala l'anell de prometatge a la seva parella quan vol formalitzar el compromís de casar-se. El regal s'acompanya d'una petició de matrimoni, que sol fer-se posant un genoll a terra a moltes cultures. Un cop accepta, és costum que el ja nuvi demani la mà als pares de la núvia. No obstant, ambdós gestos han esdevingut menys populars avui en dia en pro de la igualtat de gènere.
Als Països Catalans, és tradició portar l'anell de prometatge a la mà esquerra fins a les noces, i a partir de les noces a la mà dreta —deixant lloc a la mà esquerra per l'anell de noces. És així també a la majoria de països de l'Europa Occidental (però no a Espanya) i a bona part d'Amèrica. Per contra, als països eslaus orientals i a Polònia l'anell de prometatge se sol portar a la mà dreta. A Grècia i a l'Índia, d'altra banda, tant l'anell de prometatge com el de noces es porten a la mà dreta.